# انتخابات ریاست‌جمهوری ازبکستان (۲۰۲۱)
انتخابات ریاست جمهوری ازبکستان در در ۲۴ اکتبر ۲۰۲۱ برگزار خواهد شد. این ششمین انتخابات ریاست جمهوری است که در این جمهوری مستقل برگزار می‌شود. انتخابات ریاست جمهوری پیشین در سال ۲۰۱۶ و در پی مرگ رئیس‌جمهور وقت اسلام کریم‌اف در ۲ سپتامبر همان سال برگزار شد.طبق قانون اساسی ، انتخابات باید ظرف سه ماه پس از مرگ کریموف برگزار می‌شد. شوکت میرضیایف، با ۹۰ درصد آرا، به عنوان رئیس‌جمهور موقت، در انتخابات  پیروز شد.

## زمینه
در دوران ریاست جمهوری شوکت میرضیایف، که در سال ۲۰۱۶ پس از مرگ رئیس‌جمهور سابق اسلام کریموف انتخاب شد، سیستم سیاسی ازبکستان همچنان تحت کنترل شدید است.در حالی که احزاب مختلفی در انتخابات پارلمانی ۲۰۱۹–۲۰۲۰ شرکت کردند، همه آنها به دولت وفادار تلقی شدند.

## سیستم انتخاباتی
رئیس‌جمهور ازبکستان با استفاده از سیستم دو دور انتخاب می‌شود و در صورت عدم کسب اکثریت مطلق آرا در دور اول، دور دوم بین دو نامزد برتر برگزار می‌شود.
دفتر نهادهای دموکراتیک و حقوق بشر و سازمان امنیت و همکاری اروپا، که انتخابات ۲۰۱۶ را رصد کرد، گزارش داد که انتخابات فاقد رقابت واقعی است زیرا حزب حاکم در موقعیت بسیار قوی تری قرار داشت، و به دلیل محدودیت در برخی آزادیها، مانند حق گزارش رسانه‌ها از سیاست به صورت نامحدود